# Ungarische Eishockeyliga 1936/37
Die Saison 1936/37 war die erste Spielzeit der ungarischen Eishockeyliga, der höchsten ungarischen Eishockeyspielklasse. Meister wurde zum ersten Mal in der Vereinsgeschichte überhaupt BKE Budapest.

## Modus
In der Hauptrunde absolvierte jede der drei Mannschaften insgesamt zwei Spiele. Der Erstplatzierte der Hauptrunde wurde Meister. Für einen Sieg erhielt jede Mannschaft zwei Punkte, bei einem Unentschieden gab es einen Punkt und bei einer Niederlage null Punkte.

## Hauptrunde
|    | Klub                            | Sp | S | U | N | Tore | Punkte |
| -- | ------------------------------- | -- | - | - | - | ---- | ------ |
| 1. | Budapesti Korcsolyázó Egylet    | 2  | 2 | 0 | 0 | 20:3 | 4      |
| 2. | Budapesti Budai Torna Egylet    | 2  | 1 | 0 | 1 | 7:3  | 2      |
| 3. | Budapesti Korcsolyázó Egylet II | 2  | 0 | 0 | 2 | 4:25 | 0      |

Sp = Spiele, S = Siege, U = unentschieden, N = Niederlagen, OTS = Overtime-Siege, OTN = Overtime-Niederlage, SOS = Penalty-Siege, SON = Penalty-Niederlage